# Festival cinematografico internazionale di Mosca 1995
La 19ª edizione del Festival cinematografico internazionale di Mosca si è svolta a Mosca dal 17 al 28 luglio 1995.
Il San Giorgio d'Oro non fu assegnato.

## Giuria
- Richard Gere ( Stati Uniti - Presidente della Giuria)
- Friedrich Gorenstein ( Germania)
- Aurelio De Laurentiis ( Italia)
- Otar Ioseliani ( Francia)
- László Kovács ( Stati Uniti)
- Jiří Menzel ( Rep. Ceca)
- David Robinson ( Regno Unito)
- Lidija Fedoseeva-Šukšina ( Russia)
- Jerome Hellman ( Stati Uniti)
- Conrad Hall ( Stati Uniti)

## Film in competizione
| Film | Regista               | Nazione                           |
| --- | --------------------- | --------------------------------- |
| L'inglese che salì la collina e scese da una montagna (The Englishman Who Went Up a Hill But Came Down a Mountain) | Christopher Monger    | Regno Unito                       |
| Alto basso fragile (Haut bas fragile)                                                                              | Jacques Rivette       | Francia, Svizzera                 |
| Segreto di stato                                                                                                   | Giuseppe Ferrara      | Italia                            |
| Kakaja čudnaja igra                                                                                                | Pëtr Todorovskij      | Russia                            |
| Mario e il mago (Mario und der Zauberer)                                                                           | Klaus Maria Brandauer | Germania, Francia, Austria        |
| Dupe od mramora | Želimir Žilnik        | Jugoslavia                        |
| Zawrócony | Kazimierz Kutz        | Polonia                           |
| A proposito di donne (Boys on the Side)                                                                            | Herbert Ross          | USA                               |
| Zhengfuzhe | Wenji Teng            | Cina                              |
| Gogo no yuigonjo                                                                                                   | Kaneto Shindō         | Giappone                          |
| Country Life | Michael Blakemore     | Australia                         |
| Semja ochotnika | Shapiga Musina        | Kazakistan                        |
| Iz | Yeşim Ustaoğlu        | Turchia                           |
| L'unica via d'uscita (Condition Red)                                                                               | Mika Kaurismäki       | Finlandia, USA, Germania, Francia |
| Díky za kazdé nové ráno                                                                                            | Milan Šteindler       | Repubblica Ceca                   |
| Tag ditt liv | Göran du Rées         | Svezia                            |
| Mee Pok Man | Eric Khoo             | Singapore                         |
| La passione turca (La pasión turca)                                                                                | Vicente Aranda        | Spagna                            |
| Esti Kornél csodálatos utazása                                                                                     | József Pacskovszky    | Ungheria                          |
| Una donna francese (Une femme française)                                                                           | Régis Wargnier        | Francia, Regno Unito, Germania    |
| Iagouaros | Katerina Evangelakou  | Grecia                            |
| Eggs | Bent Hamer            | Norvegia                          |

## Premi
- San Giorgio d'Oro: non assegnato
- San Giorgio d'Argento Speciale per la regia:
  - Régis Wargnier per Una donna francese
  - Milan Šteindler per Díky za kazdé nové ráno
- San Giorgio d'Argento Speciale: Direttore della fotografia Lajos Koltai per Mario e il mago
- San Giorgio d'Argento Speciale:
  - Miglior Attore: Gabriel Barylli per Una donna francese
  - Miglior Attrice: Emmanuelle Béart per Una donna francese
- Premio della giuria ecumenica: L'inglese che salì la collina e scese da una montagna, regia di Christopher Monger
- Premio onorario per il contributo al cinema: 
  - Sergej Bondarčuk, regista
  - Tonino Guerra, sceneggiatore
  - Beata Tyszkiewicz, attrice